# António Saldanha da Gama

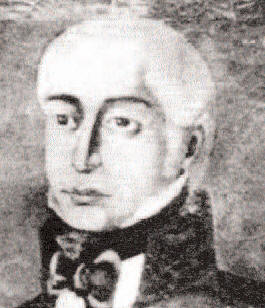
António de Saldanha da Gama, Conde de Porto Santo.

António de Saldanha da Gama, 1° Conde de Porto Santo (Lisboa, 1778–ibídem, 1839) fue un aristócrata, marino, plenipotenciario y administrador colonial portugués en el Congreso de Viena en 1815. Firmó varios tratados y documentos en nombre del príncipe regente Juan VI de Portugal, incluyendo la Declaración de las Potencias, sobre la abolición de la trata de esclavos, el 8 de febrero de 1815.
Antes de completar 30 años de edad había sido nombrado gobernador y capitán general de Maranhão (1802), miembro del Consejo de ultramar (1806) y gobernador general del África Occidental Portuguesa, actual Angola (1807). Fue Ministro de Asuntos Exteriores y ministro de Hacienda. También era un miembro honorario de la Real Academia de las Ciencias de Lisboa y masón.